# AFCプレジデンツカップ2013
AFCプレジデンツカップ2013 (AFC President's Cup 2013) は2005年に第一回大会が行われて以来、9回目のAFCプレジデンツカップである。バルカンが初優勝を果たした。

## 出場クラブ
AFCは2012年11月に参加協会決定の手順を公表し、最終的な参加国の決定を下した。AFCプレジデンツカップ2012からの参加協会の変更はAFCが以下の条件の適用を認めた場合に行われる。
- AFCプレジデンツカップに元々参加しているクラブはAFCカップ2013への参加が適用される可能性を有する。
- AFCプレジデンツカップに前年度参加していないクラブはAFCプレジデンツカップ2013に参加が適用される可能性を有する。

1つの協会から1チームずつ参加する。
前年度との違いは以下の通り。
- フィリピンのクラブは2013年度よりAFCプレジデンツカップへの参加を認められた[2]。
- タジキスタンのクラブは2013年度よりAFCプレジデンツカップではなく、AFCカップへの参加を認められた[3]。

| チーム                   | 参加資格                                                 | 出場回数    |
| ------------------------ | -------------------------------------------------------- | ----------- |
| ヒラール・アル・クドゥス | 2011-12 ウェストバンク・プレミアリーグ 優勝              | 1回目(初)   |
| バルカン                 | 2012 トルクメニスタン・リーグ 優勝                       | 3回目(2012) |
| ドルドイ・ビシュケク     | 2012 キルギス・リーグ 優勝                               | 8回目(2012) |
| スリースター・クラブ     | 2012-13 マーティアズメモリアルAディヴィジョンリーグ 優勝 | 2回目(2005) |
| イェージン               | 2012-13 ブータン・ナショナルリーグ 優勝                  | 4回目(2012) |
| ダッカ・アバハニ         | 2012 バングラデシュ・プレミアリーグ 優勝                 | 5回目(2011) |
| スリランカ陸軍           | 2011-12 スリランカ・チャンピオンズリーグ 2位             | 2回目(2009) |
| KRL                      | 2012 パキスタン・プレミアリーグ 優勝                     | 3回目(2012) |
| ボーウング・ケット       | 2012 Cリーグ 優勝                                        | 1回目(初)   |
| グローバル               | 2012 ユナイテッド・フットボールリーグ 優勝               | 1回目(初)   |
| エルチム                 | 2012 モンゴル・プレミアリーグ 優勝                       | 2回目(2012) |
| 高市台電                 | 2012 インターシティフットボールリーグ 優勝               | 6回目(2012) |

註
- 2012年3月に、AFCは北マリアナ諸島サッカー協会がAFCプレジデンツカップ参加基準を満たした場合、参加を認めることを明らかにした[4]。

## 日程
AFCプレジデンツカップ2013の日程は以下のとおりである。
- グループステージ: 5月2–12日
- 決勝ステージ: 9月23–29日

## グループリーグ
グループリーグの抽選会は2013年3月19日15:00 (UTC+8) にマレーシア・クアラルンプールのAFCハウスにて行われた。参加12チームは4チームずつ3グループに分かれ、ラウンドロビン方式にて3試合を戦う。各グループの開催国はカンボジア、ネパール、フィリピンに決まった。各グループ上位2位のチームが決勝リーグに進出する。
勝ち点は勝利3、引き分け1、敗退0で計算する。勝ち点が同じ場合、以下の順序で順位を決定する。
1. 該当国同士の対戦の勝ち点
2. 該当国同士の対戦の得失点差
3. 該当国同士の対戦の得点差
4. グループ内の得失点差
5. グループ内の得点差
6. 最終節の試合で該当国同士が戦った場合はその場でPK戦を行い順位を決定
7. イエローカード、レッドカードの点数の少ない順 (イエローカード1枚につき1点、イエローカード2枚によるレッドカードは3点、直接出されたレッドカード3点、イエローカード1枚の後直接レッドカードが出された場合は4点として計算)
8. 抽選

### グループA
- 2013年5月7日から11日にかけてネパールのカトマンズで開催される (すべての試合時刻はUTC+5:45)[8]。

| チーム               | 試 | 勝 | 分 | 敗 | 得 | 失 | 差 | 点 |
| -------------------- | -- | -- | -- | -- | -- | -- | -- | -- |
| スリースター・クラブ | 3  | 1  | 2  | 0  | 5  | 3  | +2 | 5  |
| エルチム             | 3  | 1  | 1  | 1  | 1  | 2  | −1 | 4  |
| 高市台電             | 3  | 0  | 3  | 0  | 3  | 3  | 0  | 3  |
| ダッカ・アバハニ     | 3  | 0  | 2  | 1  | 2  | 3  | −1 | 2  |

| 2013年5月7日 15:10 |

| 高市台電 | 0 - 0    | エルチム |
|          | レポート |          |

| ダサラス・ランガシャラ・スタジアム, カトマンズ 観客数: 1,000 主審: マスード・トゥファイリー |

| 2013年5月7日 18:10 |

| スリースター・クラブ | 1 - 1    | ダッカ・アバハニ    |
| シュレサ 15分        | レポート | トウィードゥル 38分 |

| ダサラス・ランガシャラ・スタジアム, カトマンズ 観客数: 4,000 主審: アリー・シャバン |

| 2013年5月9日 15:10 |

| ダッカ・アバハニ | 1 - 1    | 高市台電    |
| シャハワト 5分   | レポート | 黄楷峻 14分 |

| ダサラス・ランガシャラ・スタジアム, カトマンズ 観客数: 600 主審: チャリムラト・クルバノフ |

| 2013年5月9日 18:10 |

| エルチム | 0 - 2    | スリースター・クラブ      |
|          | レポート | ジカヒ 10分 · フェミ 64分 |

| ダサラス・ランガシャラ・スタジアム, カトマンズ 観客数: 3,000 主審: フッラム・シャフザード |

| 2013年5月11日 15:10 |

| エルチム            | 1 - 0    | ダッカ・アバハニ |
| バトビルグーン 59分 | レポート |                  |

| ダサラス・ランガシャラ・スタジアム, カトマンズ 観客数: 1,000 主審: アリー・シャバン |

| 2013年5月11日 18:10 |

| スリースター・クラブ           | 2 - 2    | 高市台電                    |
| ジカヒ 7分 · ブダートーキ 15分 | レポート | 郭殷宏 20分 · 黄楷峻 45+1分 |

| ダサラス・ランガシャラ・スタジアム, カトマンズ 観客数: 7,000 主審: アンマール・アル＝ジェネイビー |

### グループB
- 2013年5月8日から12日にかけてフィリピンのセブで開催される (すべての試合時刻はUTC+8)[9]。

| チーム               | 試 | 勝 | 分 | 敗 | 得 | 失 | 差  | 点 |
| -------------------- | -- | -- | -- | -- | -- | -- | --- | -- |
| ドルドイ・ビシュケク | 3  | 2  | 1  | 0  | 16 | 2  | +14 | 7  |
| KRL                  | 3  | 2  | 1  | 0  | 11 | 1  | +10 | 7  |
| グローバル           | 3  | 1  | 0  | 2  | 6  | 8  | −2  | 3  |
| イェージン           | 3  | 0  | 0  | 3  | 0  | 22 | −22 | 0  |

| 2013年5月8日 16:30 |

| ドルドイ・ビシュケク | 1 - 1    | KRL                    |
| ハルチェンコ 23分    | レポート | イスハーク 50分 (pen.) |

| セブ市スポーツセンター, セブ 観客数: 1,100 主審: ニヴォン・ロベシュ |

| 2013年5月8日 19:30 |

| グローバル                                                                                       | 5 - 0    | イェージン |
| ライヒェルト 5分 · デ・ムルガ 9分 · スタロスタ 15分 · バハードラーン 20分 · Mw.アンジェレス 64分 | レポート |            |

| セブ市スポーツセンター, セブ 観客数: 2,500 主審: ムフタール・アル・ヤリーミー |

| 2013年5月10日 16:30 |

| イェージン | 0 - 9    | ドルドイ・ビシュケク                                                                                          |
|            | レポート | ムルザエフ 9分, 41分, 50分, 72分, 80分 (pen.) · ルスタモフ 30分, 84分 · シャムシエフ 54分 · カレウティン 62分 |

| セブ市スポーツセンター, セブ 観客数: 900 主審: モハンマド・アブー・ルーム |

| 2013年5月10日 19:30 |

| KRL                           | 2 - 0    | グローバル |
| ハーン 12分 · アーディル 77分 | レポート |            |

| セブ市スポーツセンター, セブ 観客数: 4,352 主審: Wang Di |

| 2013年5月12日 16:30 |

| KRL | 8 - 0    | イェージン |
| K.ウラー 4分 (pen.), 71分, 75分, 83分, 90+1分 · アビド・ハーン 37分 · アッサラーム 44分 · S.ウラー 45+1分 | レポート |            |

| セブ市スポーツセンター, セブ 観客数: 1,315 主審: ナゴル・アミール・ヌール・モハメド |

| 2013年5月12日 19:30 |

| グローバル     | 1 - 6    | ドルドイ・ビシュケク                                                           |
| デ・ムルガ 9分 | レポート | ムルザエフ 14分, 25分 (pen.), 55分, 64分 · シャムシエフ 77分 · テッテフ 90+3分 |

| セブ市スポーツセンター, セブ 観客数: 4,725 主審: ニヴォン・ロベシュ |

### グループC
- 2013年5月6日から10日にかけてカンボジアのプノンペンで開催される (すべての試合時刻はUTC+7)[10]。

| チーム                               | 試 | 勝 | 分 | 敗 | 得 | 失 | 差  | 点 |
| ------------------------------------ | -- | -- | -- | -- | -- | -- | --- | -- |
| バルカン                             | 3  | 3  | 0  | 0  | 10 | 2  | +8  | 9  |
| ヒラール・アル・クドゥス             | 3  | 2  | 0  | 1  | 13 | 3  | +10 | 6  |
| ボーウング・ケット・ラバーフィールド | 3  | 1  | 0  | 2  | 6  | 3  | +3  | 3  |
| スリランカ陸軍                       | 3  | 0  | 0  | 3  | 0  | 21 | −21 | 0  |

| 2013年5月6日 13:00 |

| ヒラール・アル・クドゥス                       | 2 - 3    | バルカン                                 |
| アブー・ルワイス 39分 · ケットルン 73分 (pen.) | レポート | ガラダノフ 5分 · グルバーニー 79分, 89分 |

| プノンペン・オリンピックスタジアム, プノンペン 観客数: 400 主審: Yu Ming-hsun |

| 2013年5月6日 16:00 |

| ボーウング・ケット・ラバーフィールド                                    | 6 - 0    | スリランカ陸軍 |
| ワタナカ 8分, 27分 (pen.), 61分, 89分 · ソクンゴン 72分 · ソクペン 85分 | レポート |                |

| プノンペン・オリンピックスタジアム, プノンペン 観客数: 4,000 主審: モハナド・カーシム・イーシー・ サラーイー |

| 2013年5月8日 13:00 |

| スリランカ陸軍 | 0 - 10   | ヒラール・アル・クドゥス |
|                | レポート | ケットルン 13分 (pen.), 48分 (pen.), 79分 · アブーガルクード 35分, 49分 · オバイード 66分 · ラーフィー 68分, 86分 · アブー・ジャザル 90分 · アブー・ルワイス 90+2分 |

| プノンペン・オリンピックスタジアム, プノンペン 観客数: 700 主審: プラタープ・シング |

| 2013年5月8日 16:00 |

| バルカン                         | 2 - 0    | ボーウング・ケット・ラバーフィールド |
| ガラダノフ 8分 · シルメドフ 85分 | レポート |                                      |

| プノンペン・オリンピックスタジアム, プノンペン 観客数: 5,000 主審: タイェブ・シャムスッザマン |

| 2013年5月10日 13:00 |

| バルカン                                                                                          | 5 - 0    | スリランカ陸軍 |
| チョンカエフ 2分 · バイラモフ 13分 · シルメドフ 56分 · アタマメドフ 74分 · ヤマナラゲ 79分 (o.g.) | レポート |                |

| プノンペン・オリンピックスタジアム, プノンペン 観客数: 500 主審: Yu Ming-hsun |

| 2013年5月10日 16:00 |

| ボーウング・ケット・ラバーフィールド | 0 - 1    | ヒラール・アル・クドゥス |
|                                      | レポート | アブーガルクード 87分    |

| プノンペン・オリンピックスタジアム, プノンペン 観客数: 5,500 主審: ムハンナド・カーシム |

## 決勝リーグ
決勝リーグは集中開催方式で2013年9月23日から9月29日にかけてマレーシアのムラカで行われた（すべての試合がUTC+8にて行われる）。
決勝リーグの組み合わせ抽選会は2013年7月31日15時よりマレーシア・クアラルンプールのAFCハウスにて行われた。
参加6チームは3チームずつ2グループに分かれてラウンドロビン方式で2試合を戦う。各グループの1位が決勝に進出する。決勝戦は1試合制で行われ、90分で勝負が決まらない場合延長戦、PK戦が導入される。
出場クラブ
- ドルドイ・ビシュケク
- エルチム
- スリースター・クラブ
- KRL
- ヒラール・アル・クドゥス
- バルカン

### グループA
| チーム               | 試 | 勝 | 分 | 敗 | 得 | 失 | 差  | 点 |
| -------------------- | -- | -- | -- | -- | -- | -- | --- | -- |
| バルカン             | 2  | 2  | 0  | 0  | 10 | 0  | +10 | 6  |
| エルチム             | 2  | 0  | 1  | 1  | 1  | 5  | −4  | 1  |
| スリースター・クラブ | 2  | 0  | 1  | 1  | 1  | 7  | −6  | 1  |

| スリースター・クラブ | 0–6      | バルカン |
| -------------------- | -------- | --- |
|                      | レポート | トカチェンコ 22分 · ガラダノフ 24分 · サパロフ 59分 · シルメドフ 63分 · グルバニ 78分 (pen.) · チョンカエフ 87分 |

| エルチム         | 1–1      | スリースター・クラブ |
| ---------------- | -------- | -------------------- |
| バットゥルガ 8分 | レポート | ジカヒ 90+1分        |

| バルカン                                                           | 4–0      | エルチム |
| ------------------------------------------------------------------ | -------- | -------- |
| サパロフ 59分 · グルバニ 76分 (pen.), 86分 · ホジャーフメドフ 81分 | レポート |          |

### グループB
| チーム                   | 試 | 勝 | 分 | 敗 | 得 | 失 | 差 | 点 |
| ------------------------ | -- | -- | -- | -- | -- | -- | -- | -- |
| KRL                      | 2  | 2  | 0  | 0  | 3  | 0  | +3 | 6  |
| ヒラール・アル・クドゥス | 2  | 1  | 0  | 1  | 3  | 4  | −1 | 3  |
| ドルドイ・ビシュケク     | 2  | 0  | 0  | 2  | 2  | 4  | −2 | 0  |

| ドルドイ・ビシュケク | 0–1      | KRL         |
| -------------------- | -------- | ----------- |
|                      | レポート | ウラー 76分 |

| ヒラール・アル・クドゥス        | 3–2      | ドルドイ・ビシュケク                      |
| ------------------------------- | -------- | ----------------------------------------- |
| サーレ 57分 · ロマ 85分, 90+3分 | レポート | オトゥケーエフ 45+2分 · ルスタノフ 90+1分 |

| KRL                             | 2 – 0    | ヒラール・アル・クドゥス |
| ------------------------------- | -------- | ------------------------ |
| ウラー 77分 · アーディル 90+3分 | レポート |                          |

### 決勝
| バルカン      | 1 – 0    | KRL |
| ------------- | -------- | --- |
| グルバニ 87分 | レポート |     |

## 最終結果
| AFCプレジデンツカップ2013優勝チーム |
| ----------------------------------- |
| バルカン 初優勝                     |